# Asag
Asag, o Asakku, è un demone della mitologia sumera. Il suo nome significa "colui che spezza la forza". Tra i sette demoni del genere Utukku, Asag è considerato come il portatore delle malattie epidemiche, come per esempio la malaria. Il suo raggio d'azione non si limita solo agli esseri umani, dove colpisce principalmente il capo con forti febbri; ma si allarga a spargere la malattia anche nel regno animale.
Nel poema mitologico sumero Lugale, Asag è descritto come così orribile che la sua presenza fa ribollire vivi i pesci nei fiumi.
"Creatura grande, rotonda, con tre gambe e tre braccia, senza collo e diversi occhi che ne coprono l'intera massa. Ha una pelle scura e indurita che sembra roccia quando viene toccata. Quasi indistruttibile."